# Кудрявцев, Пётр Николаевич
Пётр Никола́евич Кудря́вцев (4 [16] августа 1816, Москва, Российская империя — 18 [30] января 1858, там же) — российский историк, литературный критик и писатель, профессор Императорского Московского университета, ученик, друг и преемник историка Т. Н. Грановского, из популярнейших профессоров своего времени.

## Биография
Отец был священником при церкви Покрова на Землянке за Яузой, затем — священником Даниловского кладбища в Москве, мать, дочь московского священника, умерла в 1824 году, оставив сиротами 8-летнего Петра и двух его сестёр. В 1828 году поступил в 3-й класс Заиконоспасского духовного училища, в том же году был переведён в Московскую духовную семинарию, которую закончил в 1836 году. Против воли отца, прочившего его в Духовную академию, в том же году поступил на 1-е отделение философского факультета Императорского Московского университета. Окончив курс университета со степенью кандидата, с 1840 по 1843 год преподавал русскую словесность в Институте для обер-офицерских сирот при Московском воспитательном доме. На одной из своих учениц, Варваре Арсеньевне Нелидовой, Кудрявцев весной 1849 года женился. С 1845 года Кудрявцев совершенствовался в науках за границей. Один семестр он занимался в Берлине, где слушал Ф. Шеллинга; в Париже, Гейдельберге, Дрездене и Мюнхене изучал памятники искусства (см. «Письма» к Галахову в «Русском вестнике», где Кудрявцев передает свои заграничные впечатления).
С сентября 1847 года Кудрявцев начал читать курс всеобщей истории в Императорском Московском университете в должности исполняющего обязанности адъюнкта. В конце 1850 года защитил диссертацию на степень магистра всеобщей истории на тему: «Судьбы Италии от падения Западной Римской империи до восстановления её Карлом Великим. Обозрение остголо-лангобардского периода итальянской истории» и в апреле 1851 года был утверждён в звании экстраординарного профессора. С 1855 года — ординарный профессор, заведующий кафедрой всеобщей истории Императорского Московского университета. Одновременно в 1848—1853 годах преподавал историю там, где сам получил воспитание, — в Институте для обер-офицерских сирот.
Осенью 1856 года Кудрявцев вторично отправился за границу, где в марте 1857 года умерла его жена. После её смерти у Кудрявцева быстро развилась чахотка, и он скоропостижно скончался. Похоронен в Москве на Даниловском кладбище. Могила не сохранилась, но её примерное местонахождение известно.

## Публицистика
Литературные опыты П. Н. Кудрявцев начал ещё студентом — писал небольшие повести под псевдонимом «А. Н.» или «Нестроев». До 1839 года им были написаны: «Катенька Пылаева», «Без рассвета», «Антонина», «Две страсти» (опубликованы в «Телескопе»), «Флейта» (напечатана в «Московском наблюдателе»). Своими задушевными, грустными повестями Кудрявцев скоро приобрёл известность в литературе, познакомился и сблизился с В. Г. Белинским, передавшим ему редакцию «Московского наблюдателя», стал работать в «Русском инвалиде» и «Отечественных записках». С 1841 года Кудрявцев опубликовал в «Отечественных записках» несколько рецензий и статей, там же и в «Современнике» — повести: «Цветок», «Недоумение», «Живая картина», «Последний визит», «Ошибка», «Сбоев», «Без рассвета». Все беллетристические произведения Кудрявцева проникнуты меланхолией; в них сказались наблюдательность и тонкий психологический анализ.
Кроме этого, Кудрявцев писал как статьи на теоретико-исторические сюжеты, так и чисто исторические и литературно-критические сочинения. В статье «О достоверности истории» («Отечественные записки», 1851) Кудрявцев дал прекрасную характеристику учёных заслуг Нибура, горячо отстаивал значение истории как науки. Статья «О современных задачах истории» («Отечественные записки», 1858, т. 87), вызванная речью Грановского на эту же тему, была посвящена вопросу о важности художественной формы в исторических сочинениях. В статье Кудрявцев указал на связь истории с естествознанием, значение психологического метода в истории. Им были написаны ряд рецензий: «Последнее время греческой независимости» («Пропилеи», 1852) — на книгу И. К. Бабста; «О сочинении Ешевского: Аполлинарий Сидоний» («Отечественные записки», 1855) — на сочинение историка С. В. Ешевского. К чисто историческим относится сочинение Кудрявцева «Римские женщины» (1856), где показаны нравы римского общества в императорский период.

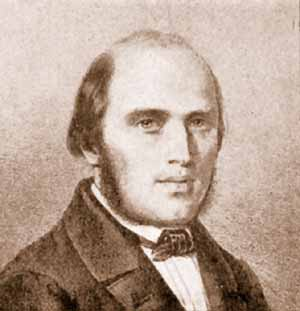

Самый обширный и капитальный труд Кудрявцева — его магистерская диссертация «Судьбы Италии от падения Западной Римской империи до восстановления её Карлом Великим» (1850). В этом сочинении Кудрявцев широко, ярко и живо раскрыл сложную картину процесса «жизненности» лангобардского начала в Италии, рассмотрел зарождение итальянской национальности, указал её индивидуальные черты; показал отношения династии Каролингов к папству. Продолжением этого труда стала неоконченная монография «Каролинги в Италии», в 3-х статьях, из которых только первая была напечатана в «Отечественные записках» в 1852 году. Интересуясь личностью и психологией в истории, Кудрявцев написал этюд «Карл V» («Русский вестник», 1856), в котором указал на значение внешних событий в жизни Карла V.
По новейшей истории им были написаны «Осада Лейдена» («Сборник статей профессоров Московского университета», 1855) и «Жозеф Бонапарт в Италии» («Московские Ведомости», 1855).
Богатый и разнообразный художественный вкус Кудрявцева проявился в его литературно-критических статьях и очерках по истории искусств. Ещё в первом заграничном путешествии им были написаны две замечательные статьи: «Бельведер» («Отечественные записки», 1846) и «Венера Милосская» («Отечественные записки», 1847); в первой Кудрявцев дал прекрасную оценку и характеристику итальянских художников, в «Венере Милосской» восторженно рассказал о посещении им Лувра. В статье «Дант, его век и жизнь» («Отечественные записки», 1855—1856), Кудрявцев изобразив детство и юность Данте, дал прекрасный очерк итальянской литературы XIII века. Глубоким психологическим чутьём и тонким анализом отличается его этюд «Об Эдипе-царе Софокла» («Пропилеи», 1852).
После смерти Т. Н. Грановского Кудрявцев написал «Воспоминание о Т. Н. Грановском» («Отечественные записки», 1855), работал над изданием его сочинений и написал введение к ним — «Известие о литературных трудах Грановского». С 1856 года — один из редакторов «Русского вестника», где до конца жизни вёл политическое обозрение. Работая над биографией своего учителя, успел написать только «Детство и юность Грановского» (напечатано уже после смерти Кудрявцева, в «Русском вестнике», 1858).
Книжная коллекция Кудрявцева по всеобщей истории, насчитывающая 713 томов, в 1993 году была передана в дар Научной библиотеке ИМУ. Архив Н. П. Кудрявцева хранится в собрании Отдела редких книг и рукописей Научной библиотеки МГУ.